# Gerrit Graham
Gerrit Graham (Nueva York, 27 de noviembre de 1949), es un actor y compositor estadounidense.  Ha aparecido en películas como coches usados, TerrorVision, Class Reunion National Lampoon y Saludos,  en la que trabajó con Brian De Palma por primera vez. Volvería a trabajar con De Palma en Hola, mamá y películas caseras, así como en El fantasma del paraíso, donde interpretó al extravagante Beef glam-rocker. También ha aparecido en dos papeles diferentes en la serie de televisión Star Trek; como el Cazador de tosco en Star Trek: Espacio profundo nueve, y como miembro de la Q Continuum (adoptando el nombre de Quinn) en Star Trek: Voyager episodio "Death Wish". También fue la voz de Franklin Sherman en la serie animada The Critic, así como tuvo un papel recurrente como el Dr. Norman Pankow en la comedia de Parker Lewis nunca pierde.
Graham asistió a Universidad de Columbia a la clase de 1970, pero no se graduó. Ha escrito canciones con Bob Weir de Ratdog.
Es un gran entusiasta de Winnebago, y pasó muchas horas "'bago-izing" si bien no en el set.

## TV y Filmografía seleccionada
- Greetings (1968)
- Hi, Mom (1970)
- Beware! The Blob (1972)
- Phantom of the Paradise (1974)
- Cannonball (1976)
- Tunnel Vision (1976)
- Demon Seed (1977)
- Pretty Baby (1978)
- Home Movies (1980)
- Used Cars (1980)
- National Lampoon's Class Reunion (1982)
- The Dukes of Hazzard (1979-1985)
- The Man With One Red Shoe (1985)
- TerrorVision (1986)
- Last Resort (1986)
- The Twilight Zone (1986) (TV)
- The Search for Animal Chin (1987)
- Dallas (1988) (TV)
- C.H.U.D. II: Bud the C.H.U.D. (1989)
- Police Academy 6: City Under Siege (1989)
- Parker Lewis Can't Lose (1990) (TV)
- Child's Play 2 (1990)
- Sidekicks (1992)
- Fievel's American Tails (1992) (TV)
- Star Trek: Deep Space Nine (1993) (TV)
- Philadelphia Experiment II (1993)
- My Girl 2 (1994)
- Babylon 5 (1994) (TV)
- The Critic (1994) (TV)
- The Wasp Woman (1995) (TV)
- The Larry Sanders Show (1995) (TV)
- Gargoyles (1995) (TV)
- The Break (1995)
- Star Trek: Voyager (1996) (TV)
- One True Thing (1998)
- Law & Order (1998) (TV)
- Now and Again (1999) (TV)
- Third Watch (2005) (TV)

|}
- Datos: Q1354875